# Ice Climber
Ice Climber (アイスクライマー?, Aisu Kuraimā) è un videogioco a piattaforme del 1985 sviluppato da Nintendo per Nintendo Entertainment System. Il gioco ha ricevuto una conversione coin-op con il titolo VS. Ice Climber, servita come base per la versione per Famicom Disk System. Il videogioco è stato successivamente pubblicato nella serie NES Classic per Game Boy Advance, incluso come minigioco in Animal Crossing e distribuito per Nintendo 3DS, Wii e Wii U tramite Virtual Console.
I protagonisti di Ice Climber, Popo e Nana, sono presenti come personaggi nella serie Super Smash Bros.. La coppia è tuttavia assente in Super Smash Bros. for Nintendo 3DS e Wii U.

## Modalità di gioco
Ice Climber è ambientato in un mondo ghiacciato. Il protagonista (o i due protagonisti, in modalità multigiocatore) devono scalare una serie di trentadue livelli a scorrimento verticale, per recuperare delle verdure rubate da un condor gigante.
I personaggi controllabili dal giocatore sono dotati di un'unica arma: un grosso martello di legno con il quale è possibile distruggere dei blocchi di ghiaccio e stordire i nemici. Il primo giocatore controlla Popo, il fratello. Il secondo giocatore controlla Nana, la sorella. Lo scopo del gioco è scalare una montagna dotata di 8 piani, per far ciò bisogna fare un buco nel soffitto e saltare al piano superiore stando attenti a non cadere troppo in basso ed evitare il contatto con i nemici. Superato l'ottavo piano si entra in un'area bonus nella quale bisogna arrivare alla vetta della montagna e toccare il condor che vi è in cima. Nell'area bonus vi sono sparpagliati vari ortaggi che aumentano i punti. Tuttavia per tutti questi bonus vi è un limite di tempo di 40 secondi.
I blocchi di ghiaccio che fungono da pavimento/soffitto possono essere di 4 tipi:
- Normali: non hanno alcuna caratteristica speciale e possono essere distrutti facilmente.
- Duri: sono più resistenti dei blocchi normali e sono indistruttibili.
- Scivolosi: sono resistenti quanto quelli normali ma standoci sopra si viene mossi a destra o a sinistra, se il pavimento in questione ha molti buchi può risultare difficile non cadere al piano sottostante.
- Nuvola: in alcuni piani non vi è proprio un pavimento ma ci si può servire di nuvole che scorrono nello schermo.

### Nemici
Ci sono 3 tipi di nemici:
- Foche: sono delle foche blu che attraversano alcuni piani della montagna e se incontrano un buco nel terreno tornano nella caverna e riappaiono con un blocco di ghiaccio che usano per ripararlo, il blocco può essere distrutto dal giocatore sia quando è grezzo sia quando funge da "soffitto" e la foca può essere stordita con una martellata, nella versione occidentale la foca è stata sostituita da un piccolo Yeti per una probabile critica sul maltrattamento delle foche e sulla caccia alle foche.
- NitPicker: un uccello rosso il cui unico fastidio che dà è toccarlo con il corpo il che causa la perdita di una vita, anch'esso può essere sconfitto con una martellata.
- Orso Polare: più che un nemico è un contribuente alla sconfitta, l'orso ogni tanto appare e salta, questa azione fa alzare la visuale di un piano e se il giocatore si trova nel piano più basso della visuale prima del salto si perderà una vita.

In alcuni livelli ci possono essere delle stalattiti che piovono da un qualunque piano e fanno perdere una vita al giocatore se viene colpito.

## Sviluppo
La direzione di Ice Climber è affidata a Kenji Miki. Tra gli sviluppatori del gioco figura Kazuaki Morita.